# Théo Sarapo
Théo Sarapo, eredeti nevén Theophanias Lamboukas (Párizs, 1936. január 26. – Limoges, 1970. augusztus 28.) Édith Piaf francia énekesnő második férje volt. Korábban fodrászként dolgozott, majd 26 évesen feleségül vette a 46 éves Édith Piafot. Piaf titkára, Claude Figus mutatta be őket egymásnak.

## Élete
Sarapo Párizsban született. Görög származású színész-énekes volt, aki 1962-ben Piaffal közösen énekelt fel egy dalt. A címe À quoi ça sert l'amour? (Mit ér a szerelem?) volt. Piaf halála után hétmillió frank adósság terhelte őt (Piaf tartozásai). 1963-ban kilakoltatták a Boulevard Lannes-i lakásból, ahol Piaffal élt együtt.
1970. augusztus 28-án Sarapo autóbalesetben hunyt el Limoges-ban. Piaf mellé temették a Père-Lachaise temetőbe.

## Művészneve
Színpadi neve „Sarapo” volt, mivel a sarapo görögül, ahogy a franciák ejtik, azt jelenti, „szeretlek” (Σ'αγαπώ /sz'agapó/). Piaf ezt az egy szót tudta görögül, ezért ezt választotta neki.

## Fordítás
- Ez a szócikk részben vagy egészben  a   Theophanis_Lamboukas című angol Wikipédia-szócikk fordításán alapul.  Az eredeti cikk szerkesztőit annak laptörténete sorolja fel. Ez a jelzés csupán a megfogalmazás eredetét és a szerzői jogokat jelzi, nem szolgál a cikkben szereplő információk forrásmegjelöléseként.